# پلی‌لیست بیمارستان
پلی لیست بیمارستان (کره‌ای: 슬기로운 의사생활؛) یک مجموعه تلویزیونی کره جنوبی به نویسندگی لی وو جونگ و کارگردانی شین وون هو است. در این سریال بازیگرانی همچون جو جونگ سوک، یو یئون سئوک، جونگ کیونگ هو، کیم دا-میونگ و جئون می دو ایفای نقش پرداختند.
اولین فصل این سریال از ۱۲ مارس تا ۲۸ مه سال ۲۰۲۰ هر پنجشنبه از تی‌وی‌ان پخش شد. پس از پخش تلویزیونی از شبکه نتفلیکس این سریال در کره جنوبی، آسیا-اقیانوسیه، آمریکای لاتین و کشورهای انگلیسی زبان منتشر شد. این سریال پربیننده‌ترین سریال کره جنوبی در نتفلیکس در سال ۲۰۲۰ اعلام شد. فصل دوم این سریال قرار است در ماه مه ۲۰۲۱ پخش شود.
فصل اول و دوم این مجموعه از شنبه ۲۷ خرداد ۱۴۰۲ از شبکه دو صدا و سیما جمهوری اسلامی ایران پخش شد.

## خلاصه داستان
لیست پخش بیمارستان داستان پزشکان و پرستاران شاغل در مرکز پزشکی یولجه را روایت می‌کند. این مجموعه بر روی پنج پزشک متمرکز است که از زمان ورود به دانشکده پزشکی در سال ۱۹۹۹ با یکدیگر دوست بوده‌اند.

## بازیگران

### نقش‌های اصلی
- جو یونگ سوک در نقش لی ایک جون، استادیار جراحی عمومی
- یو یئون سئوک در نقش آه جئونگ وون، استادیار جراحی کودکان
- جونگ کیونگ هو به عنوان کیم جون وان، استادیار جراحی قلب و سینه
- کیم دا-میونگ در نقش یانگ سوک هیونگ، استادیار زنان و زایمان
- جئون می دو به عنوان جی سونگ-هاوا، دانشیار جراحی مغز و اعصاب.[۹]

### پزشکان
- چو سئونگ یون به عنوان جو جون، مدیر مرکز پزشکی یولجه.
- یونگ مون به عنوان دو جی هاک، رئیس مقیم جراحی قلب و سینه، خوانده شد.
- مون ته یو به عنوان یونگ سوک مین، رئیس اصلی جراحی مغز و اعصاب.
- شین هیون بین به عنوان جانگ گیو وول، ساکن سال سوم جراحی عمومی.
- کیم جون هان به عنوان اه چی هونگ، ساکن سال سوم جراحی مغز و اعصاب.
- چوی یانگ جون در نقش بونگ گوانگ هیون، استادیار طب اورژانس.
- آن یون جین به عنوان چو مین‌ها، سال دوم مقیم زنان و زایمان.[۱۰]
- ها یون کیونگ به عنوان هئو سان بین، ساکن سال سوم جراحی مغز و اعصاب.
- سئو جین برنده به عنوان مین گی جون، استاد جراحی مغز و اعصاب.
- کیم هی این به عنوان میونگ یون برنده، سال دوم مقیم زنان و زایمان.[۱۱]
- چوی یانگ وو در نقش چون میونگ تائه، استاد جراحی قلب و سینه.
- شین آیا هیون به عنوان پرش جون هی، همکار در طب اورژانس.
- جئون کوانگ جین در نقش جونگ سه هیوک، همکار جراحی ارتوپدی.

## تولید
تصویربرداری اولین فصل این سریال در اوایل اکتبر ۲۰۱۹ آغاز شد. فیلمبرداری فصل اول در اواخر آوریل سال ۲۰۲۰ به پایان رسید.
در ابتدا قرار بود از اوایل دسامبر سال ۲۰۲۰ شروع شود، فیلمبرداری فصل دوم به دلیل همه‌گیری کووید-۱۹ به اواخر ژانویه ۲۰۲۱ موکول شد.